# Рай Кудер
Райланд «Рай» Пітер Кудер (англ. Ryland Peter Cooder, |ˈrɪlənd ˈpiːtə|, 15 березня 1947 року, Лос-Анджелес, США) — американський гітарист, співак, композитор і продюсер. В першу чергу найбільш відомий в світі як виконавець слайд-гітарист.
Виступав з гуртом «Тадж Махал» (брав участь у записі дебютного альбому «Taj Mahal»), Клептеном Біфкхартом, з 1970-х розпочав сольну кар'єру. Одним із найуспішніших проектів стала збірна група Buena Vista Social Club.
Почесний доктор Королівського університету в Канаді, володар чотирьох премій греммі:
- 1988 — за найкращий запис для дітей («Pecos Bill»)
- 1993 — за найкращий альбом Meeting by the River
- 1995 — за найкращий альбом Talking Timbuktu
- 1998 — за найкращий альбом Buena Vista Social Club

Посідає 8-му сходинку у Списку 100 найкращих гітаристів усіх часів за версією журналу Rolling Stone

## Дискографія

### Фільми
- 1980 — Ті, що скачуть здалеку / The Long Riders
- 1981 — Південна гостинність / Southern Comfort
- 1982 — Кордон / The Border
- 1984 — Вулиці у вогні / Streets of Fire
- 1984 — Париж, Техас / Paris, Texas
- 1985 — Мільйони Брюстера / Brewster's Millions
- 1986 — Перехрестя / Crossroads
- 1986 — Блу-сіті / Blue City
- 1989 — Красунчик Джонні / Johnny Handsome
- 1992 — Порушення кордонів / Trespass
- 1993 — Джеронімо: Американська легенда / Geronimo: An American Legend
- 1996 — Герой-одинак / Last Man Standing
- 2007 — Мої чорничні ночі / My Blueberry Nights